# هيناتا كيدا
هيناتا كيدا (باليابانية: 喜田 陽) (4 يوليو 2000 في أوساكا في اليابان – )؛ هو لاعب كرة قدم كان يلعب كلاعب وسط.

## وصلات خارجية
- هيناتا كيدا على موقع الاتحاد الدولي (مؤرشف)  (الإنجليزية)
- هيناتا كيدا على موقع رابطة كرة القدم اليابانية للمحترفين (اليابانية)
- هيناتا كيدا على موقع إي إس بي إن إف سي (الإنجليزية)
- هيناتا كيدا على موقع قاعدة بيانات كرة القدم.إي يو (الإنجليزية)
- هيناتا كيدا على موقع Soccerbase.com (لاعب) (الإنجليزية)
- هيناتا كيدا على موقع Soccerway.com (الإنجليزية)
- هيناتا كيدا على موقع عالم كرة القدم.نت (الإنجليزية)